# Tweede Kamerverkiezingen 2012/Kandidatenlijst/SGP
Dit is de kandidatenlijst voor de Tweede Kamerverkiezingen van 12 september 2012 voor de SGP. Op 22 juni 2012 werd deze als conceptlijst bekendgemaakt, die zonder wijzigingen werd geaccepteerd als definitieve lijst.

## De lijst
- vet: verkozen
- schuin: voorkeurdrempel overschreden

1. Kees van der Staaij (OGGiN) - 182.189
2. Elbert Dijkgraaf (GG) - 5.436
3. Roelof Bisschop (HHK) - 2.234
4. Servaas Stoop (PKN) - 765
5. Hans Tanis (CGK) - 347
6. Diederik van Dijk (HHK) - 243
7. Geert Schipaanboord (GG) - 486
8. Arnold Weggeman (GGiN) - 256
9. Wim van Duijn - 598
10. Peter Zevenbergen - 204
11. Christan van Bemmel - 204
12. Leendert de Knegt - 426
13. Sytse de Jong - 321
14. Rien Bogerd - 519
15. Dick van Meeuwen - 216
16. Teun van Oostenbrugge - 354
17. Ewart Bosma (GG) - 583
18. Jan Joeverman - 103
19. Tom Bakker - 137
20. Richard Donk - 91
21. Jan Luteijn - 94
22. Marcel de Haas - 104
23. Leo Barth - 81
24. Peter Schalk (GG) - 146
25. Wim van Wikselaar (CGK) - 84
26. Henk Kievit - 84
27. Ad Dorst - 262
28. Henk Massink - 75
29. Wim de Vries - 134
30. Jan Willem Benschop - 304

1918 · 1922 · 1925 · 1929 · 1933 · 1937 · 1946 · 1948 · 1952 · 1956 · 1959 · 1963 · 1967 · 1971 · 1972 · 1977 · 1981 · 1982 · 1986 · 1989 · 1994 · 1998 · 2002 · 2003 · 2006 · 2010 · 2012 · 2017 · 2021 · 2023
VVD · PvdA · PVV · CDA · SP · D66 · GroenLinks · ChristenUnie · SGP · Partij voor de Dieren · Piratenpartij · MenS · Nederland Lokaal · Libertarische Partij · DPK · 50PLUS · LibDem · Anti Europa Partij · SOPN · PvdT · Politieke Partij NXD